# Paolo Posi
Paolo Posi (* 1708 in Siena; † 3. Januar 1776 in Rom) war ein italienischer Architekt des italienischen Spätbarock im Übergang zum Klassizismus.

## Leben und Werk
Posi war der Sohn des Tischlers Giuseppe Posi. Der Name seiner Mutter ist unbekannt. In Siena erlernte er die Grundlagen der Mathematik und der Architektur. In den späten 1720er Jahren ging er nach Rom, wo er in der Werkstatt von Filippo Barigioni (1672–1753) arbeitete. Im Jahr 1728 nahm er an einem Wettbewerb der Akademie S. Luca teil und errang gemeinsam mit Tommaso Asprucci einen ersten Preis. Er trat erst mit seiner Arbeit am Dom von Neapel in Erscheinung. In Rom war er Baumeister am Päpstlichen Palast und am Pantheon. Jahrelang arrangierte er die Feuerwerksdekorationen auf der Piazza Farnese für das Peter-und-Paul-Fest in Rom. Ab 1751 war er Architekt der Familie Colonna. Er gilt als Lehrmeister von Giacomo Quarenghi, Giuseppe Piermarini und Giuseppe Palazzi. Paolo Posi ist in der Kirche Santi Bonifacio e Alessio in Rom bestattet (Abb.).

## Werke
Bei folgenden Bauten war Paolo Posi als Architekt beteiligt bzw. leitete die Ausführungen:
- 1734–1742 Renovierung der Apsis des Doms von Neapel San Gennaro
- 1739 Skulpturen für die Apsis des Doms von Neapel gemeinsam mit Pietro Bracci
- 1750 Umbau des Chors von Santa Maria dell’Anima in Rom
- 1755–1761 Hoffassade des Palazzo Colonna in Rom
- 1756 Vestibül für das Museo Sacro der Vatikanischen Museen in Rom
- 1756 Sanierung des Pantheon in Rom
- 1758 P. Posi wird gemeinsam mit Carlo Murena und Carlo Marchionni eingeladen ein Modell für die Portale der Peterskirche vorzulegen.
- Palazzo Sergardi, das ehemalige Monastero delle Derelitte, in Siena
- Villa Farsetti in Santa Maria di Sala
- Kloster und Kirche Santa Maria delle Grazie bei Senigallia
- 1766–1775 Neubau der Kirche Santa Caterina da Siena in Rom
- Ausbau der Kirche Sant’Andrea delle Fratte in Rom

In seiner letzten Schaffensperiode entwarf Paolo Posi Grabmale und Altäre:
- 1766–67 Entwurf und Planung für die Grabmale der Kardinäle Lorenzo und Renato Imperiali in Sant’Agostino in Campo Marzio, Rom[2]
- 1771 Entwurf und Planung für das Grabmal der Maria Flaminia Chigi-Odescalchi in Santa Maria del Popolo, Rom
- 1769 Entwürfe für den Altar der Kapelle der Unbefleckten Empfängnis in San Carlo al Corso, Rom (zugeschrieben)

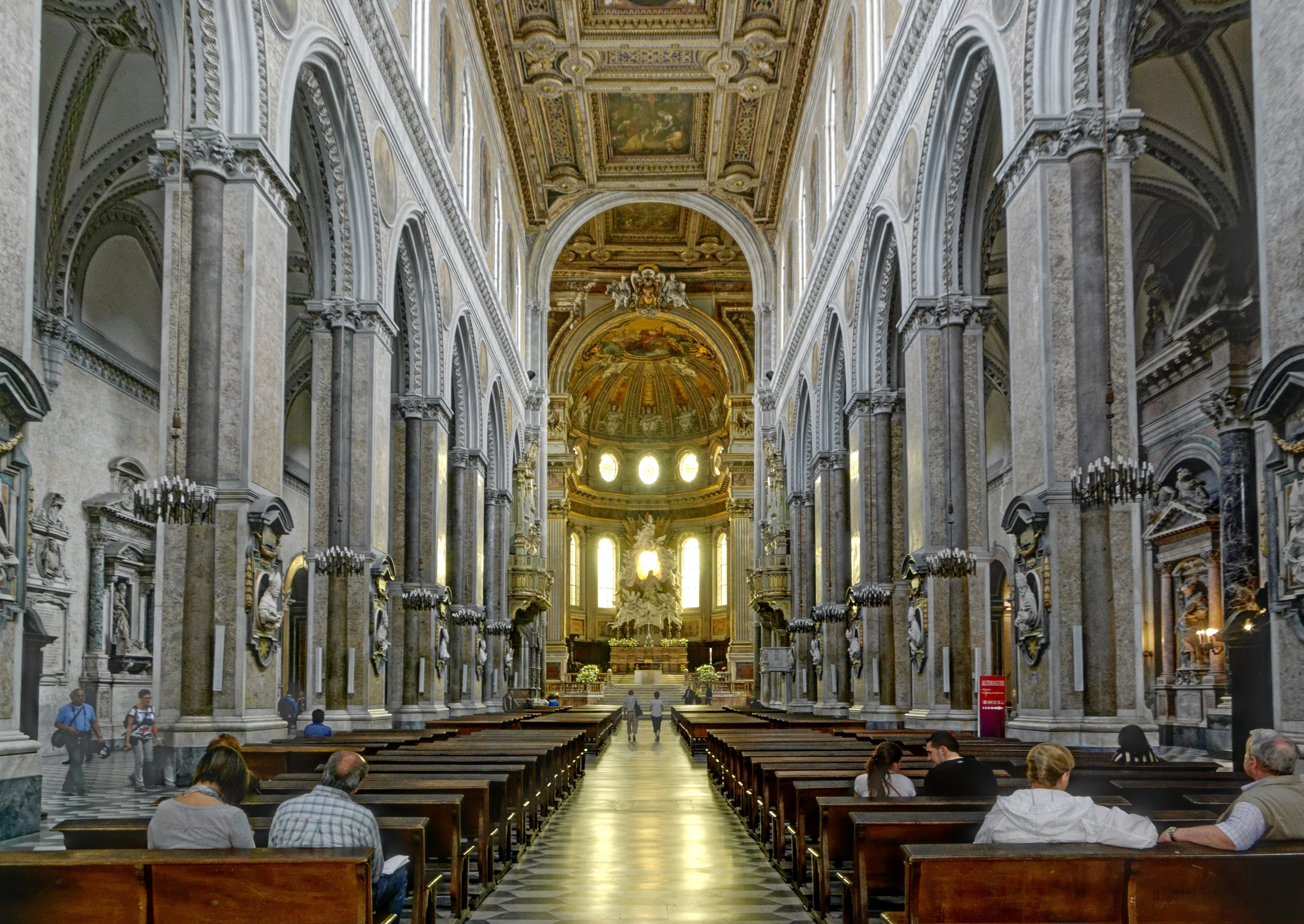
Dom von Neapel
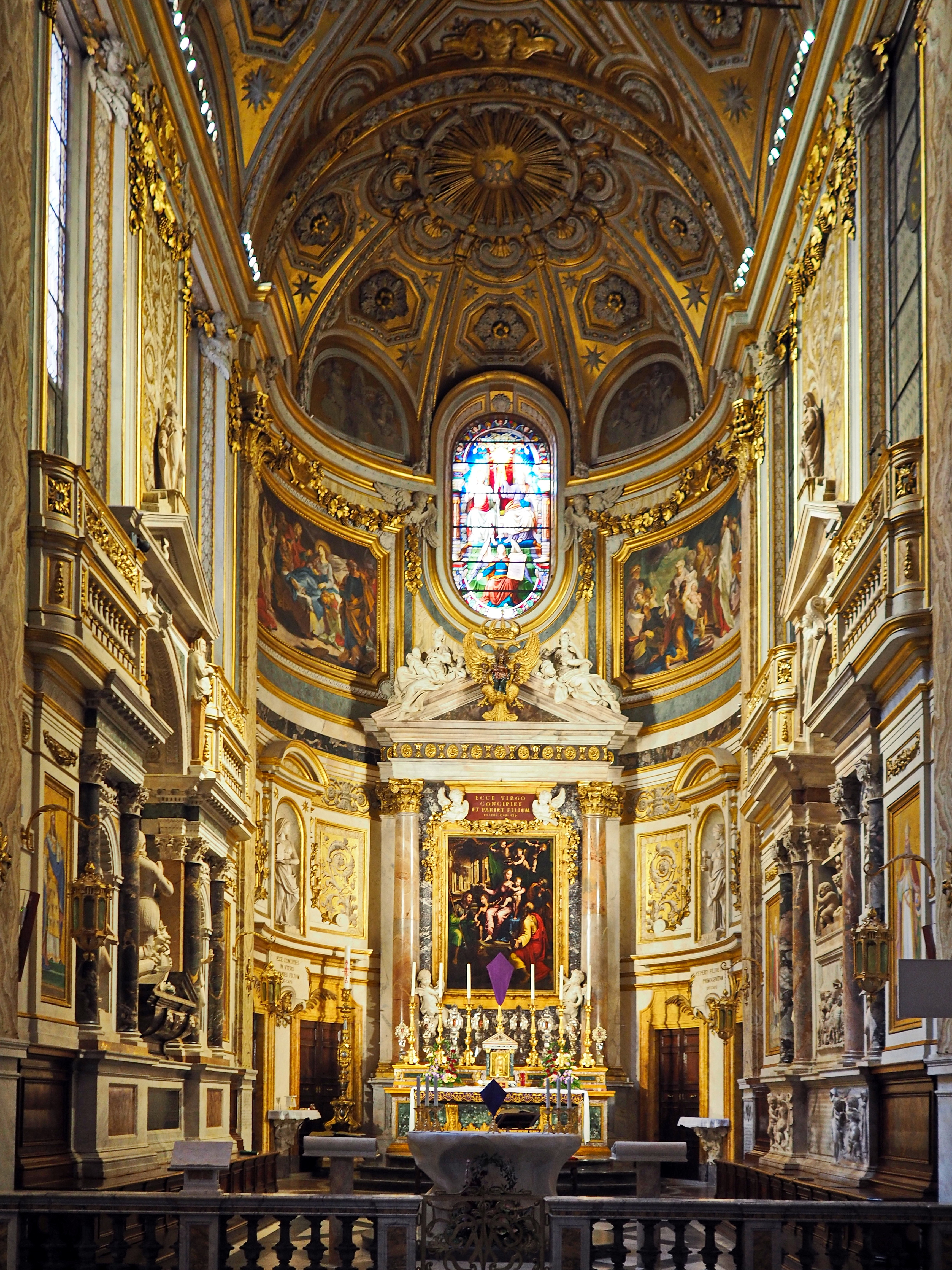
Santa Maria dell Anima; Chor
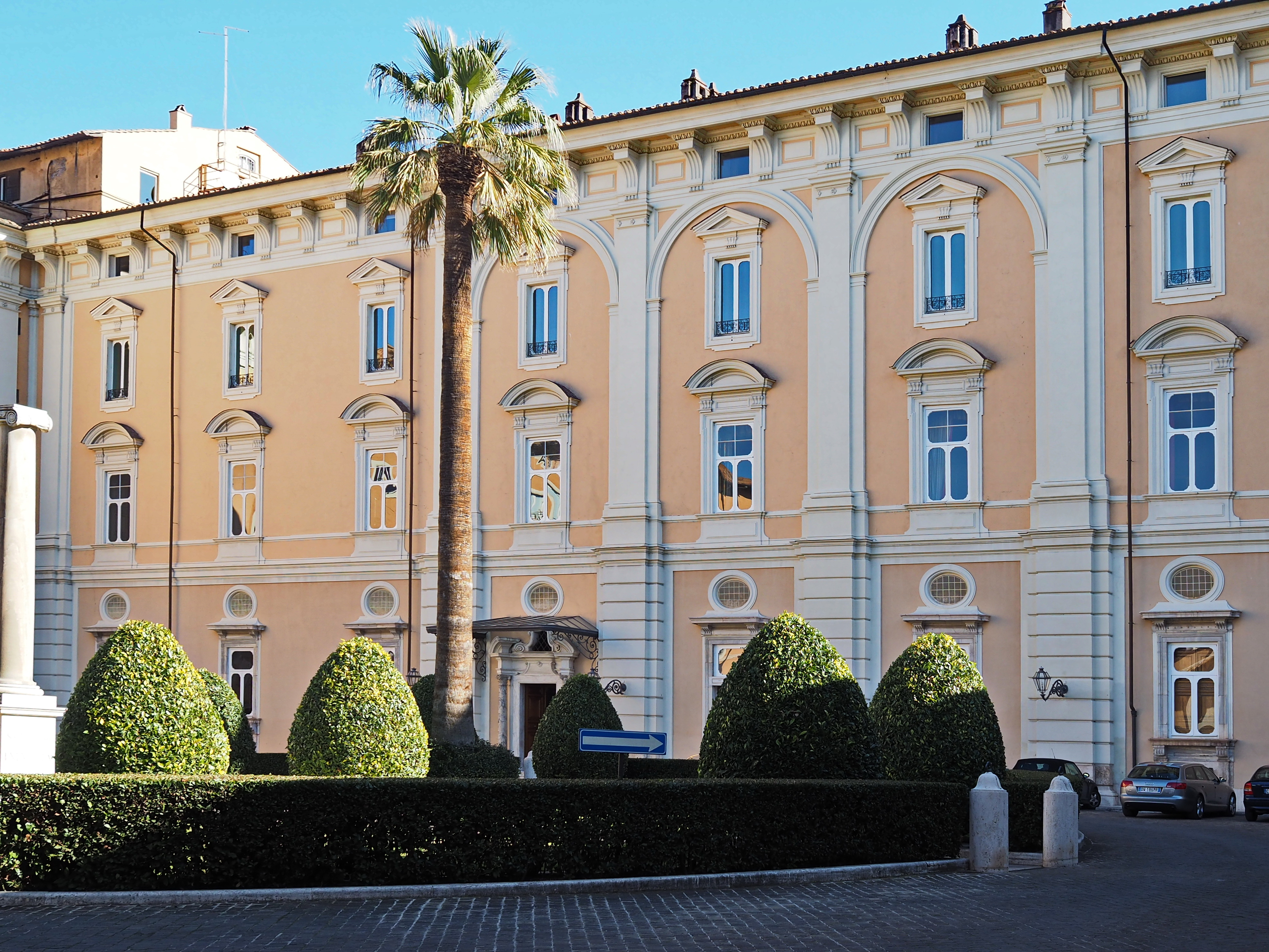
Palazzo Colonna; Hoffassade
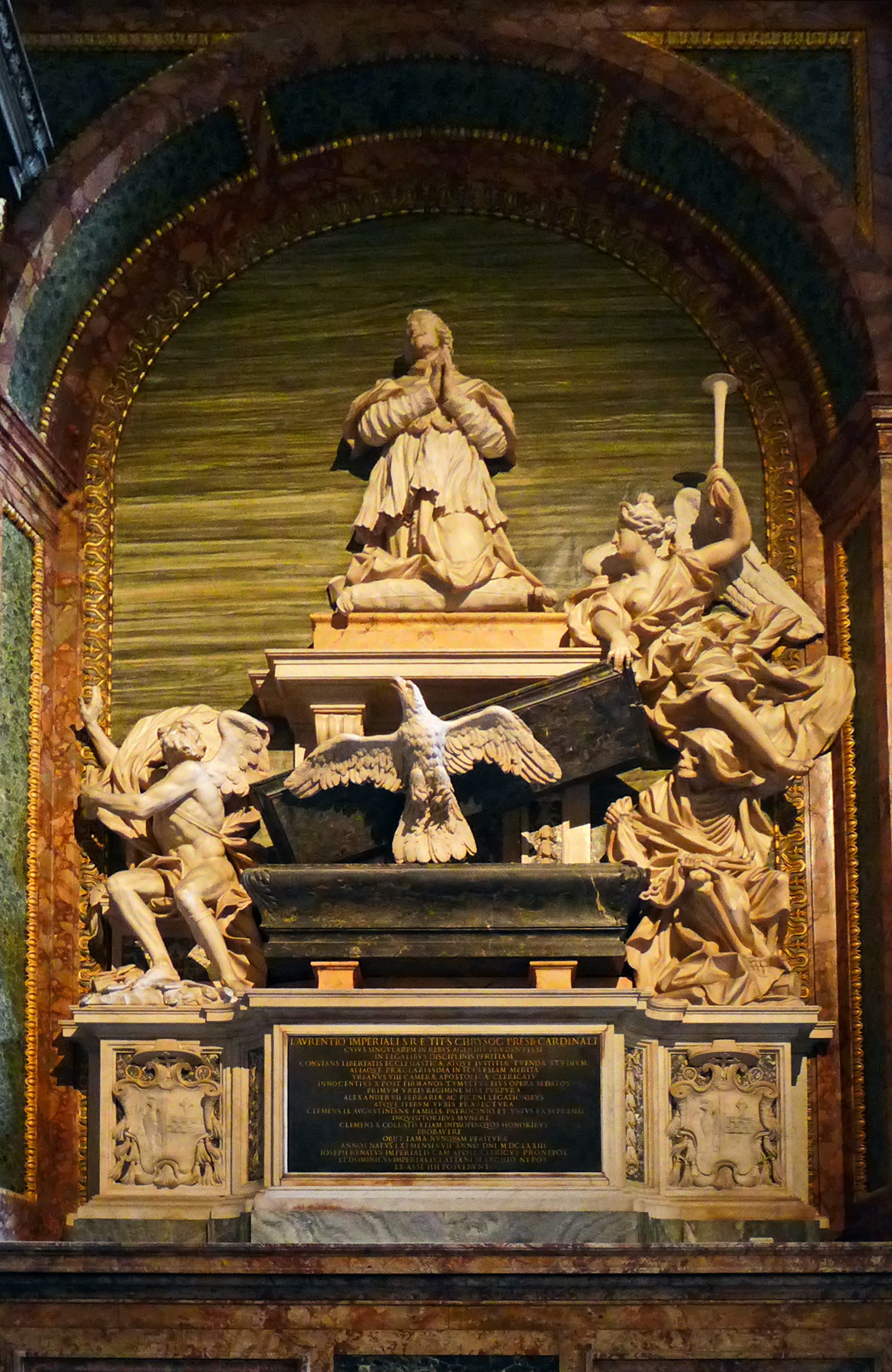
Grabmal Lorenzo Imperiali
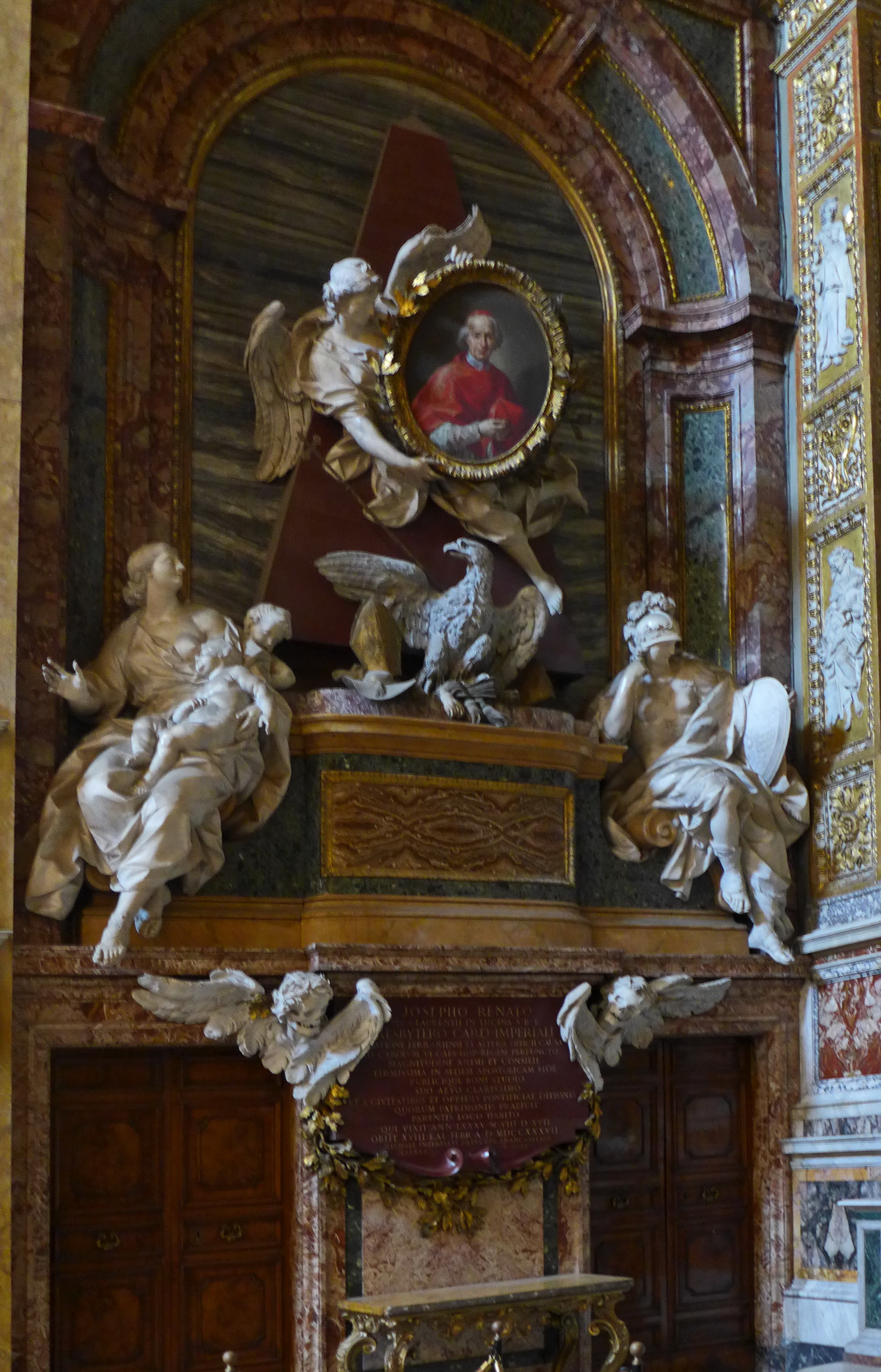
Grabmal Renato Imperiali
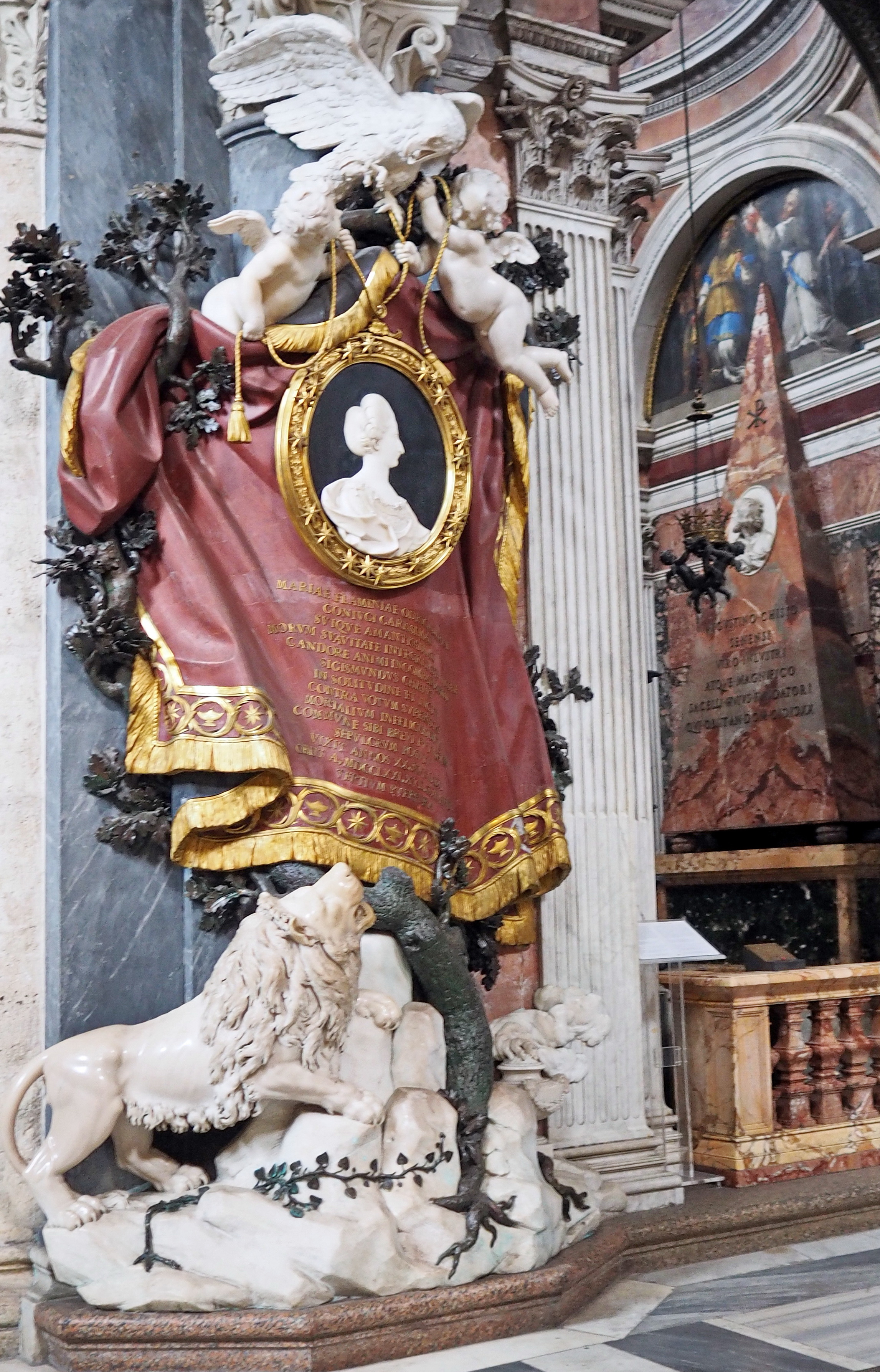
Grabmal der Flaminia Odescalchi-Chigi